# 조엘 리틀
조엘 리틀(Joel Little, 1983년 2월 13일 ~ )은 뉴질랜드의 음반 프로듀서, 음악가이자 그래미 어워드를 수상한 송라이터이다. 음악 프로듀서이자 작사, 작곡가로 로드, 테일러 스위프트, 브루즈, 샘 스미스, 이매진 드래곤스, 엘리 굴딩, 칼리드, 엘리팬트, 재리드 제임스, 마리나 앤드 더 다이아몬즈, 조나스 브라더스 등의 노래 제작에 참여하였다.